# Cosmochilus falcifer
Cosmochilus falcifer és una espècie de peix cipriniforme de la família dels ciprínids.

## Morfologia
Els mascles poden assolir els 48 cm de longitud total.

## Distribució geogràfica
Es troba a Indonèsia i Malàisia.